# East Shannon (Dakota del Sur)
East Shannon es un territorio no organizado ubicado en el condado de Shannon en el estado estadounidense de Dakota del Sur. En el Censo de 2010 tenía una población de 5.325 habitantes y una densidad poblacional de 2,33 personas por km².

## Geografía
East Shannon se encuentra ubicado en las coordenadas 43°21′4″N 102°17′36″O / 43.35111, -102.29333. Según la Oficina del Censo de los Estados Unidos, East Shannon tiene una superficie total de 2286.09 km², de la cual 2283.46 km² corresponden a tierra firme y (0.11%) 2.62 km² es agua.

## Demografía
Según el censo de 2010, había 5.325 personas residiendo en East Shannon. La densidad de población era de 2,33 hab./km². De los 5.325 habitantes, East Shannon estaba compuesto por el 3.61% blancos, el 0.04% eran afroamericanos, el 95.4% eran amerindios, el 0.06% eran asiáticos, el 0% eran isleños del Pacífico, el 0.09% eran de otras razas y el 0.81% pertenecían a dos o más razas. Del total de la población el 2.84% eran hispanos o latinos de cualquier raza.